# Glenognatha lacteovittata
Glenognatha lacteovittata är en spindelart som först beskrevs av Cândido Firmino de Mello-Leitão 1944.  
Glenognatha lacteovittata ingår i släktet Glenognatha och familjen käkspindlar. Inga underarter finns listade i Catalogue of Life.